# Nederlandse Publieke Omroep
stichting Nederlandse Publieke Omroep eller NPO er en public-service radio- og tv-organisation, der administrerer den public-service radio- og tv-tjeneste i Holland. 

## Medieloven 2008
I henhold til artikel 2.2 den hollandske medieloven for 2008 blev NPO udpeget som den styrende organisation i Nederlandene indtil 2020. I spidsen for organisationen er der to organer: "raad van toezicht", der administrerer hele den offentlige tv og radioudsendelser, og "raad van toezicht", der holder tilsyn med bestyrelsens opgaver.
| Anime eller manga | Spire Denne artikel om medie og kommunikation er en spire som bør udbygges. Du er velkommen til at hjælpe Wikipedia ved at udvide den. |